# Kemofóbia
A kemofóbia vagy kémiaellenesség a vegyi anyagoktól való irracionális félelem. Megjelenéséhez nagymértékben hozzájárult Rachel Louise Carson 1962-ben megjelent Néma tavasz c. könyve, mely többek között a DDT környezetkárosító hatásait taglalta. A 2010-es években az európaiak 30%-a szenved ebben a állapotban.
Gordon Gribble vegyészprofesszor úgy véli, hogy a modern élelmiszerekben található adalékanyagok nem okoznak problémát, sőt sokszor jót tesznek. Azok a vegyületek, amelyeknek naponta ki vagyunk téve, kis dózisban nem veszélyesek. Gribble szerint az élelmiszer-ellenőröknek a patogén anyagokat, baktériumokat és gombákat kellene összpontosítani, ahelyett, hogy a növényvédő szerekre vagy az antibiotikumokra koncentrálnak.